# Jürgen Glinka
Jürgen Glinka (* 16. Februar 1940; † 4. März 2022) war ein deutscher Fußballspieler. Der Allrounder absolvierte in der Saison 1966/67 bei Rot-Weiss Essen 15 Ligaspiele (1 Tor) in der Fußball-Bundesliga.

## Karriere
Den ersten sportlichen Höhepunkt erlebte der junge Fußballer Jürgen Glinka in der Saison 1959/60 als Mitglied der Amateurmannschaft von Hannover 96. Er stürmte am 26. Juni 1960 in Herford im Angriff der Sechsundneunziger, welche im Finalspiel um die deutsche Amateurmeisterschaft sich nach Verlängerung gegen den BV Osterfeld mit 1:1 trennte. Zu Beginn der Runde 1960/61 wechselte er ins bayerische Amateurlager und schloss sich dem FC Lichtenfels an.
Glinka spielte bis 1965 beim 1. FC Lichtenfels in der Bayernliga. In der Saison 1964/65 belegte er mit den Oberfranken den achten Rang. Zum Höhepunkt wurde aber der Gewinn mit der Auswahl von Bayern im Wettbewerb des Länderpokals. Der Lichtenfelser Mittelstürmer spielte beim 3:2-Erfolg gegen Westfalen an der Seite von Gerhard Faltermeier und Manfred Linz. Nach der Runde wechselte er zum aktuellen Bayernliga Meister, der gerade in die Fußball-Regionalliga Süd aufgestiegen war, zur SpVgg Weiden. Mit Weiden stellte sich der Erfolg für Glinka nicht ein, in seiner ersten Spielzeit 1965/66 wurde der vorletzte, siebzehnte Platz belegt. Glinka schoss in 33 Spielen 14 Tore für die Oberpfälzer. Weiden stieg ab und Glinka verließ nach einem Jahr die Spielvereinigung. Er nahm das Angebot des Bundesligaaufsteigers Rot-Weiss Essen an und spielte 1966/67 mit der Elf von der Hafenstraße in der Bundesliga. Im Team um den Star Willi Lippens absolvierte Glinka 15 Spiele und erzielte am 23. Spieltag gegen den FC Bayern München, sein erstes und einziges Bundesligator. Als weitere Neuzugänge waren zu den Rot-Weissen auch noch Peter Dietrich und Heinz Simmet gekommen. Essen platzierte sich unter Trainer Heinz Pliska zu Spielzeitende auf Rang 17. und gehörte somit mit Fortuna Düsseldorf zu den Absteigern der Saison.
Glinka trat mit den Männern von der Hafenstraße den Gang in die Fußball-Regionalliga West an. Im ersten Jahr, 1967/68, gewann er mit RWE unter dem jungen Trainer Erich Ribbeck die Vizemeisterschaft. Er agierte jetzt in der Verteidigung und bildete oftmals vor Torhüter Fred-Werner Bockholt mit Klaus Fetting, Roland Peitsch und Heinz Stauvermann die Abwehr. In der Aufstiegsrunde scheiterte Essen an Hertha BSC. Glinka hatte in allen acht Spielen mitgewirkt, davor 30 Spiele in der Regionalliga absolviert (1 Tor). Auch das zweite Regionalligajahr, 1968/69, brachte für Glinka und RWE die Vizemeisterschaft. Die Trainingsleitung hatten aber Kuno Klötzer – er übernahm ab dem 13. April 1969 den 1. FC Nürnberg in der Bundesliga – und als dessen Nachfolger, Willi Vordenbäumen ausgeübt. Verletzungsbedingt konnte Glinka in der Verbandsrunde lediglich neun Spiele (1 Tor) bestreiten. In der Aufstiegsrunde gegen VfL Osnabrück, Karlsruher SC, Tasmania 1900 Berlin und TuS Neuendorf war er dagegen wiederum in allen acht Spielen im Einsatz. Mit 14:2 Punkten gelang der Aufstieg in die Fußball-Bundesliga. In der Regionalliga West kam Glinka auf 39 Spiele für RWE, in denen er zwei Tore schoss, und 16 Aufstiegsrundenspiele (1 Tor). Nach dem Bundesligaaufstieg wechselte er zur Saison 1969/70 zum VfR Heilbronn in die Fußball-Regionalliga Süd.
Mit dem Aufsteiger Heilbronn gelang unter den Trainern Adolf Remy (bis Dezember 1969) und Frantisek Bufka mit dem 14. Platz der Klassenerhalt. Neben Mitspielern wie Rudi Entenmann, Hans Hägele, Dieter Höller, Martin Kübler, Rainer Lippert und Heiko Racky absolvierte Glinka 37 Ligaspiele und erzielte zwei Tore. In seiner zweiten und dritten Saison wurde jeweils der achte Platz belegt. Für Heilbronn schoss Glinka noch vier Tore in 100 Spielen. Am 12. Dezember 1970 gelang dem VfR der vielleicht größte Sieg in der Vereinsgeschichte, als man vor 15.000 Zuschauern gegen den amtierenden Pokalsieger Kickers Offenbach im DFB-Pokal einen 2:0-Sieg feierte. Als rechter Verteidiger bekämpfte Glinka dabei erfolgreich an der Seite von Libero Klaus Schmidt OFC-Linksaußen Erwin Kremers. Im Achtelfinale war dann Endstation, in Gelsenkirchen kassierte man eine 0:4-Niederlage gegen den FC Schalke 04.
Mit 32 Jahren und nach insgesamt 172 Spielen (20 Tore) in der damals zweitklassigen Regionalliga ging er in das Amateurlager zurück und schloss sich dem SC Ilsfeld im Landkreis Heilbronn an.